# Shane Perkins
Shane Perkins (nascido em 30 de dezembro de 1986) é um ciclista de pista profissional australiano. Conquistou uma medalha de bronze na prova de velocidade nos Jogos Olímpicos de 2012, em Londres, no Reino Unido.